# Secamone parvifolia
Secamone parvifolia là một loài thực vật có hoa trong họ La bố ma. Loài này được (Oliv.) Bullock miêu tả khoa học đầu tiên năm 1954.